# The CBW Conventions Bulletin
The CBW Conventions Bulletin (CBWCB) – czasopismo poświęcone tematyce broni biologicznej i chemicznej wydawane przez Harvard Sussex Program (HSP). Czasopismo jest redagowane wspólnie przez Matthew S. Meselsona z Uniwersytetu Harvarda, Juliana P. Robinsona z Uniwersytetu Sussex oraz zespół doradczy HSP. 
Czasopismo publikuje artykuły dostarczające informacje i analizy dotyczące broni chemicznej i biologicznej w celu pomocy przy pracy nad ich eliminacją i zapobieganiem ich wykorzystania i produkcji. Ukazują się w nim również najnowsze wiadomości dotyczące broni CB i pracy Organizacji ds. Zakazu Broni Chemicznej oraz lista najnowszych publikacji naukowych związanych z tym tematem.
Początkowo czasopismo ukazywało się jako „Chemical Weapons Convention Bulletin” (CWCB). Od czerwca 1997 roku (wydanie 36.) ukazuje się pod obecnym tytułem. Większość wydań czasopisma dostępna jest bezpłatnie w formie elektronicznej.